# Langwieder Bach
Der Langwieder Bach ist ein Fließgewässer in München und gehört zum Flusssystem der Isar.

## Beschreibung
Der Bach entspringt im Westen der Stadt im Stadtteil Aubing und läuft durch die Stadtteile Aubing und Langwied nach Norden, östlich vorbei an Langwieder See, Lußsee und Birkensee. Zuflüsse des Langwieder Bachs sind der Lohwiesengraben, der Quellsack und der Emmeringer Bach.
Durch die Verlängerung der Autobahn A99 wurde der Langwieder Bach in seinem Oberlauf unterbrochen; der Oberlauf entwässert seitdem durch eine neugeschaffene Verbindung direkt in den Quellsack, der dann wieder in den Langwieder Bach mündet. Direkt unterhalb der Unterbrechung mündet der Lohwiesengraben und wird deswegen in verschiedenen Karten (z. B. bei Google Maps) irrtümlich als Oberlauf des Langwieder Bachs angesehen.
Hinter der Stadtgrenze Münchens bildet der Bach die Grenze zwischen den Gemeinden Bergkirchen und Karlsfeld und mündet etwa 1,7 km nördlich von München zwischen den Bergkirchner Ortsteilen Eschenried und Gröbenried in den Gröbenbach.